# واتش دوغز (سلسلة)
واتش دوغز هي سلسلة ألعاب مغامرات طورتها ونشرتها شركة يوبي سوفت. صدرت للسلسة ثلاثة أجزاء: Watch Dogs (صدرت في عام 2014) و Watch Dogs 2 (صدرت في عام 2016) و Watch Dogs: Legion (صدرت في عام 2020). طريقة اللعب في السلسة تدور حول عالم مفتوح حيث يمكن للاعب إكمال المهام للتقدم في قصة شاملة، فضلاً عن المشاركة في أنشطة جانبية مختلفة (اون لاين)، مع لعب الأدوار بين الحين والآخر وحل الالغاز. تركز السلسلة على المتطفلين (الهاكرز) الذين يجدون أنفسهم متورطين في عالم الجريمة المنظمة. عادة ما يكون الخصوم شركات فاسدة ورؤساء عصابات.

## الالعاب
| عام                | العنوان                             | المطور             | تاريخ الصدور                                                 | تاريخ الصدور      |
| عام                | العنوان                             | المطور             | مشغل ألعاب الفيديو                                           | حاسوب شخصي        |
| السلسة الرئيسية    | السلسة الرئيسية                     | السلسة الرئيسية    | السلسة الرئيسية                                              | السلسة الرئيسية   |
| ------------------ | ----------------------------------- | ------------------ | ------------------------------------------------------------ | ----------------- |
| 2014               | واتش دوغز                           | يوبي سوفت مونتريال | بلاي ستيشن 3، بلاي ستيشن 4، إكس بوكس 360، إكس بوكس ون، وي يو | مايكروسوفت ويندوز |
| 2016               | واتش دوغز 2                         | Ubisoft Montreal   | PS4, Xbox One                                                | Windows           |
| 2020               | واتش دوغز: ليجن                     | يوبي سوفت تورنتو   | PS4, بلاي ستيشن 5, Xbox One, إكس بوكس سيريس إكس وسيريس أس    | Windows           |
| محتوى قابل للتنزيل |                                     |                    |                                                              |                   |
| 2014               | Watch Dogs: Bad Blood               | Ubisoft Montreal   | PS3, PS4, Xbox 360, Xbox One, Wii U                          | Windows           |
| 2016               | Watch Dogs 2: Psychedelic Pack      | Ubisoft Montreal   | PS4, Xbox One                                                | Windows           |
| 2016               | Watch Dogs 2: Root Access Bundle    | Ubisoft Montreal   | PS4, Xbox One                                                | Windows           |
| 2016               | Watch Dogs 2: T-Bone Content Bundle | Ubisoft Montreal   | PS4, Xbox One                                                | Windows           |
| 2017               | Watch Dogs 2: Human Conditions      | Ubisoft Montreal   | PS4, Xbox One                                                | Windows           |
| 2017               | Watch Dogs 2: No Compromise         | Ubisoft Montreal   | PS4, Xbox One                                                | Windows           |